# 347 (numero)
Trecentoquarantasette è il numero naturale che segue il 346 e precede il 348.

## Proprietà matematiche
- È un numero dispari.
- È un numero primo.
- È un numero difettivo.
  - È un numero primo sicuro.
  - È un numero primo di Eisenstein.
  - È un numero primo troncabile a sinistra.
- È un numero omirp.
- È un numero strettamente non palindromo.
- È parte della terna pitagorica (347, 60204, 60205).
- È un numero di Friedman nel sistema numerico decimale.

## Astronomia
- 347 Pariana è un asteroide della fascia principale del sistema solare.

## Astronautica
- Cosmos 347 è un satellite artificiale russo.